# Gambusia wrayi
Gambusia wrayi es un pez de la familia de los pecílidos en el orden de los ciprinodontiformes.

## Distribución geográfica
Se encuentran en Jamaica.